# Курашик Віталій Володимирович
Віталій Володимирович Курашик (біл. Віталь Уладзімеравіч Курашык) (8 травня 1939, село Дивин, Кобринський повіт, Поліське воєводство, Польща, тепер Брестська область, Білорусь) — український політичний діяч, білоруський дипломат. Голова Ради міністрів Криму. Народний депутат України 1-го скликання.

## Біографія
У 1957 році закінчив технічне училище в місті Красний Луч Ворошиловградської (Луганської) області. У 1960 році закінчив гірничий технікум у місті Чистякове Сталінської (Донецької) області.
У 1960—1963 роках — машиніст електровоза, гірничий майстер шахти «Кочегарка» міста Горлівки Донецької області.
У червні — серпні 1963 року — конструкторського бюро, з 1963 по 1974 рік — технік, старший інженер, заступник головного технолога, головний технолог Костянтинівського хімічного заводу Донецької області.
У 1967 році закінчив механічний факультет Українського заочного політехнічного інституту.
Член КПРС з 1970 року.
У 1974—1975 роках — завідувач промислово-транспортного відділу Костянтинівського міського комітету КПУ Донецької області.
У 1975—1978 роках — 2-й секретар Костянтинівського міського комітету КПУ Донецької області.
У 1979—1982 роках — 1-й секретар Костянтинівського міського комітету КПУ Донецької області.
У травні — липні 1982 року — інструктор відділу організаційно-партійної роботи Кримського обласного комітету КПУ.
У 1982—1985 роках — голова виконавчого комітету Євпаторійської міської Ради народних депутатів Кримської області.
У 1985—1986 роках — завідувач промислового відділу Кримського обласного комітету КПУ. У 1986 — 6 травня 1987 року — завідувач відділу організаційно-партійної роботи Кримського обласного комітету КПУ.
4 лютого 1987 — 27 грудня 1988 року — заступник голови виконавчого комітету Кримської обласної ради народних депутатів. 27 грудня 1988 — 27 грудня 1989 року — 1-й заступник голови виконавчого комітету Кримської обласної ради народних депутатів. Одночасно в грудні 1988 — грудні 1989 року — начальник Головного планово-економічного управління Кртимського облвиконкому.
27 грудня 1989 — 22 березня 1991 року — голова виконавчого комітету Кримської обласної ради народних депутатів.
З 18.03.1990 Депутат Верховної Ради УРСР 12 скликання, Євпаторійський виборчий округ № 245, Автономної Республіки Крим.
У березні 1991 — червні 1993 року — Голова Ради Міністрів Автономної Республіки Крим.
У 1993 році став білоруським дипломатом. З травня 1993 по червень 2001 року — Надзвичайний і Повноважний Посол Республіки Білорусь в Україні. У 1999—2001 роках — дуаєн дипломатичного корпусу в Україні.
З 2001 року — перший віце-президент Міжрегіональної Академії управління персоналом;
З 2003 року — радник Представника Президента ВАТ «ЛУКОЙЛ» в Україні.
З 2005 року — член Партії патріотичних сил України.

## Автор праць
Курашик В. В. Я не хочу судьбу иную… (Записки дипломата). — К.: «Освіта України», 2010. — 366 с. ISBN 978-966-188-135-7